# Райх (город в Германии)
Райх (нем. Raich) — община в Германии, в земле Баден-Вюртемберг.
Подчиняется административному округу Фрайбург. Входит в состав района Лёррах. Население составляет 297 человек (на 31 декабря 2006 года). Занимает площадь 9,36 км².